# 아우터런던
아우터런던(Outer London)은 이너런던 주위를 링 모양으로 형성하는 자치구들의 그룹이다. 이 지역들은 런던주의 일부가 아니었다. 1965년에 공식적으로 그레이터런던의 일부가 되었다.

## 1963년 런던 정부법
비깥쪽 런던의 구들은 1963년 런던 정부법에 의해 규정되었다.
- 바킹 대거넘구
- 바넷 구
- 벡슬리구
- 브렌트구
- 브롬리구
- 크로이든구
- 일링구
- 엔필드구
- 해링게이구
- 해로구
- 헤이버링구
- 힐링던구
- 하운즐로구
- 킹스턴어폰템스구
- 머튼 구
- 뉴엄구
- 레드브리지구
- 리치먼드어폰템스구
- 서튼 구
- 월섬포레스트구

## 같이 보기
- 센트럴런던
- 이너런던
- 노스런던
- 사우스런던